# Opsiphanes
Opsiphanes is een geslacht van vlinders uit de onderfamilie Satyrinae van de familie Nymphalidae.

## Soorten
- Opsiphanes badius Stichel, 1902
- Opsiphanes bassus Felder, 1866
- Opsiphanes batea (Hübner, 1822)
- Opsiphanes blythekitzmillerae Austin & A. Warren, 2007
- Opsiphanes bogotanus Distant, 1875
- Opsiphanes boisduvalii Doubleday, 1849
- Opsiphanes camena Staudinger, 1886
- Opsiphanes cassiae (Linnaeus, 1758)
- Opsiphanes cassina C. & R. Felder, 1862
- Opsiphanes catharinae Stichel, 1901
- Opsiphanes didymaon Felder, 1866
- Opsiphanes invirae (Hübner, 1808)
- Opsiphanes lutescentefasciatus Goeze, 1779
- Opsiphanes mutatus Stichel, 1902
- Opsiphanes quiteria (Stoll, 1780)
- Opsiphanes sallei Doubleday, 1849
- Opsiphanes tamarindi C. & R. Felder, 1861
- Opsiphanes zelotes Hewitson, 1873